# Жълтоклюна султанка
Жълтоклюна султанка (Porphyrio flavirostris) е вид птица от семейство Rallidae.

## Разпространение
Видът е разпространен в Аржентина, Боливия, Бразилия, Венецуела, Гвиана, Еквадор, Колумбия, Парагвай, Перу, Суринам, САЩ, Тринидад и Тобаго и Френска Гвиана.